# Ныргында
Ныргында — деревня в Каракулинском районе Республики Удмуртия России. Административный центр Ныргындинского сельского поселения.

## География
Деревня находится вблизи правого берега реки Кама, на расстоянии 32 км к юго-западу от села Каракулино, административного центра района, и 147 км к югу от города Ижевск, административного центра республики.

## Население
| 2010 | 2012 | 2014 |
| ---- | ---- | ---- |
| 717  | ↘700 | ↗745 |

## Известные уроженцы, жители
- Токмурзин, Илья Михайлович (псевдоним Ломберский; 1896—1956) — марийский советский писатель.

## Археология
На юго-западной окраине деревни на одном из мысов высотой до 10 м находится Ныргындинская стоянка быргындинской культуры эпохи бронзы. Большая часть стоянки была разрушена Ныргындинским могильником пьяноборской культуры.

## Инфраструктура
Личное подсобное хозяйство с зоной сельскохозяйственного использования, индивидуальная застройка усадебного типа.
Основа экономики — сельское хозяйство.
Ныргындинская средняя общеобразовательная школа

## Транспорт
Автобусное сообщение с райцентром. Остановка общественного транспорта «Ныргында».